# Rio Fraser
O rio Fraser (pronúncia em inglês: [freɪzər], Fraser River em inglês) é o rio mais longo da Colúmbia Britânica, Canadá, com seus 1370 km de comprimento. O rio Fraser está localizado completamente dentro da Colúmbia Britânica. Sua nascente localiza-se nas Montanhas Rochosas. Desemboca no Oceano Pacífico. O delta do rio abriga a região metropolitana de Vancouver.
O rio em homenagem ao explorador e comerciante de peles Simon Fraser, que liderou uma expedição em 1808 para a companhia do noroeste do local do atual Príncipe George até a foz do rio.